# 千葉サラブレッドセール
千葉サラブレッドセール（ちばサラブレッドセール、Chiba Thoroughbred Sale）とは、千葉県両総馬匹農業協同組合が主催する競走馬（2歳馬）のトレーニングセールである。

## 概要
毎年5月に船橋競馬場で行われる。上場馬はセール開始前に1400m外回りダートコースで2ハロンのタイム計測を行う。
2011年までは1歳馬のセールも行われていたが、2012年より廃止され、2歳馬のみのセールとなっている。2009年から社台ファームのバックアップが開始されると、上場馬の過半数を同ファームの生産馬が占めるようになり、血統レベルも向上している。

## 歴史
- 1996年 - 千葉県富里市場にて「両国3歳市場」として創設[2]。
- 2003年 - 開催地を船橋競馬場に移転。総売上額が1億円を突破[2]。
- 2009年 - 社台ファームによる市場のバックアップが開始[2]。
- 2010年 - 総売上額が5億円を突破[2]。
- 2015年 - ディープインパクト産駒の牡馬「ムーンレディの2013」（エイシンフラッシュの半弟、後のマツリダバッハ）がセール史上最高価格の1億9,000万円(税別)で落札。また、総売上額が歴代1位の12億4,260万円(税別)を記録[2]。
- 2019年 - 総売上額が10億6,550万円(税別)を記録し、4年ぶり2度目の10億円超えを達成。売却率が歴代最高の93.3％を記録[2]。
- 2020年 - 新型コロナウイルス感染拡大防止を考慮し、船橋競馬場でのセールを中止。セール上場予定馬の内66頭は6月8日に開催された楽天サラブレッドオークションで入札され、58頭が落札。総売上額は8億1,860万円(税別)[2]
- 2021年 - JBIS特設サイトでのオンラインオークションとして開催。ディープインパクト産駒の牡馬「プレミアステップの19」（後のドーブネ）を藤田晋氏がセール史上最高価格を更新する4億7,010万円(税別)で落札[3]。総売上額が13億8,960万円(税別)、売却率が100%となり、セール史上最高価格・総売上額・売却率のすべてが過去最高を更新した。[2]
- 2022年 - 前回に続き船橋競馬場での実馬展示・セリの開催を見送り、オンラインオークション形式で実施する。
- 2023年 - 2019年以来4年ぶりに船橋競馬場を会場に実馬展示形式のセリが再開。オンラインビットとの「ハイブリッドビット」方式で開催された[4]。

## 主な出身馬
- ナイキハイグレード（2009年上場） - 2008年ハイセイコー記念、2009年京浜盃、羽田盃
- エポワス（2010年上場、落札額2,310万円） - 2017年キーンランドカップ
- ドラゴンシップ（2011年上場） - 2011年ハイセイコー記念、ローレル賞
- ノットフォーマル（2014年上場、落札額540万円） - 2015年フェアリーステークス
- ミュゼエイリアン（2014年上場、落札額4,536万円） - 2015年毎日杯
- ナックビーナス（2015年上場、落札額2,160万円） - 2018年キーンランドカップ
- オメガパフューム（2017年上場、落札額1,620万円） - 2018年シリウスステークス、2018年〜2021年東京大賞典、2019年帝王賞
- アラタ（2019年上場、落札額6,696万円） - 2024年福島記念
- アスクワイルドモア（2021年上場、落札額6,491万円） - 2022年京都新聞杯
- ベラジオオペラ（2022年上場、落札額4,851万円） - 2023年スプリングステークス、チャレンジカップ、2024年・2025年大阪杯

上記以外では、2024年にヴィクトリアマイルを制したテンハッピーローズも2020年セール（新型コロナウイルス感染症拡大のため開催中止）に上場を予定していた（その後、代替開催された楽天サラブレッドオークションで落札）。